# Square de l'Oiseau-Lunaire
Le square de l'Oiseau-Lunaire est un square du 15e arrondissement de Paris, dans le quartier Necker.

## Situation et accès
Le square se trouve au 45-47, rue Blomet, dans le 15e arrondissement de Paris.
Il est desservi par la ligne 12 à la station Volontaires.

## Origine du nom
Il porte le nom d'une sculpture de Joan Miró, placée en ce lieu en 1974. L'artiste avait son atelier au 45, rue Blomet.
À l'entrée du parc, un panneau informatif de la Ville de Paris, visible à l'entrée du parc, mentionne que le parc « doit son nom à la sculpture en bronze L'Oiseau lunaire (1966) de Joan Miró (1893-1983), offerte à la Ville de Paris par l'artiste. Cette œuvre, présente dans le square depuis 1974, rend hommage au poète Robert Desnos (1900-1945), mort un mois après sa libération du camp de concentration de Theresienstadt ».

## Historique
Ce square de 4 200 m2 est ouvert en 1969, à l’emplacement d’anciens ateliers d'artistes sous le nom de « square Blomet »
,.

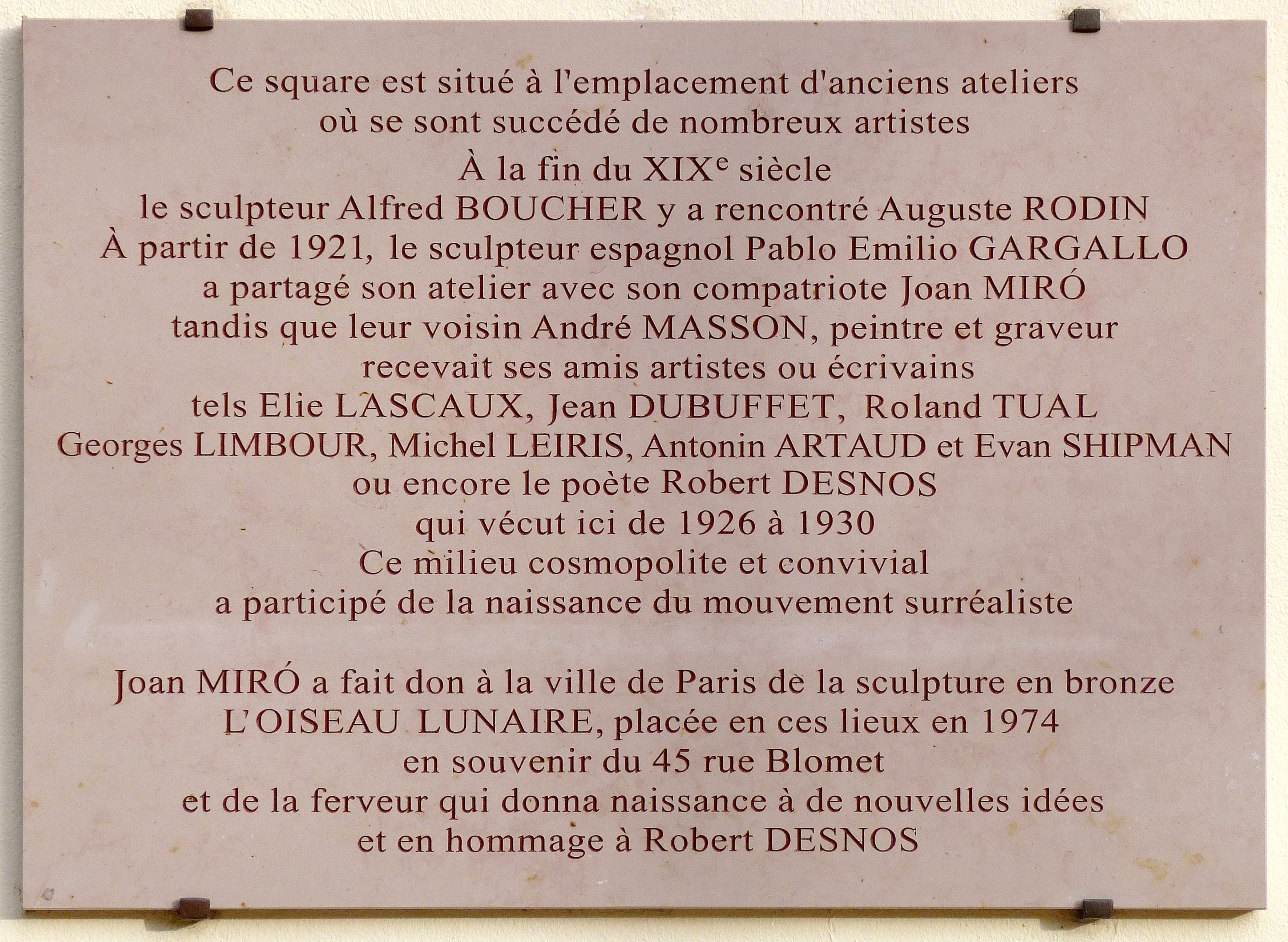
Plaque commémorative.

À la suite d'un vœu exprimé, au Conseil municipal de Paris du 25 mai 2008, par le groupe socialiste-radical de gauche, le square est renommé le 19 juin 2009 « square de l'Oiseau-Lunaire ». Une plaque, visible à l'intérieur du square, explique :

« Ce square est situé à l'emplacement d'anciens ateliers où se sont succédé de nombreux artistes.

À la fin du XIXe siècle, le sculpteur Alfred BOUCHER y a rencontré Auguste RODIN.

À partir de 1921, le sculpteur espagnol Pablo Emilio GARGALLO a partagé son atelier avec son compatriote Joan MIRO tandis que leur voisin André MASSON, peintre et graveur recevait ses amis artistes ou écrivains tels Elie LASCAUX, Jean DUBUFFET, Roland TUAL, Georges LIMBOUR, Michel LEIRIS, Antonin ARTAUD et Evan Shipman (en) ou encore le poète Robert DESNOS qui vécut ici de 1926 à 1930.

Ce milieu cosmopolite et convivial a participé de la naissance du mouvement surréaliste.

Joan MIRÓ a fait don à la ville de Paris de la sculpture en bronze l'oiseau lunaire, placée en ces lieux en 1974 en souvenir du 45 rue Blomet, et de la ferveur qui donna naissance à de nouvelles idées, et en hommage à Robert DESNOS. »

## Activités

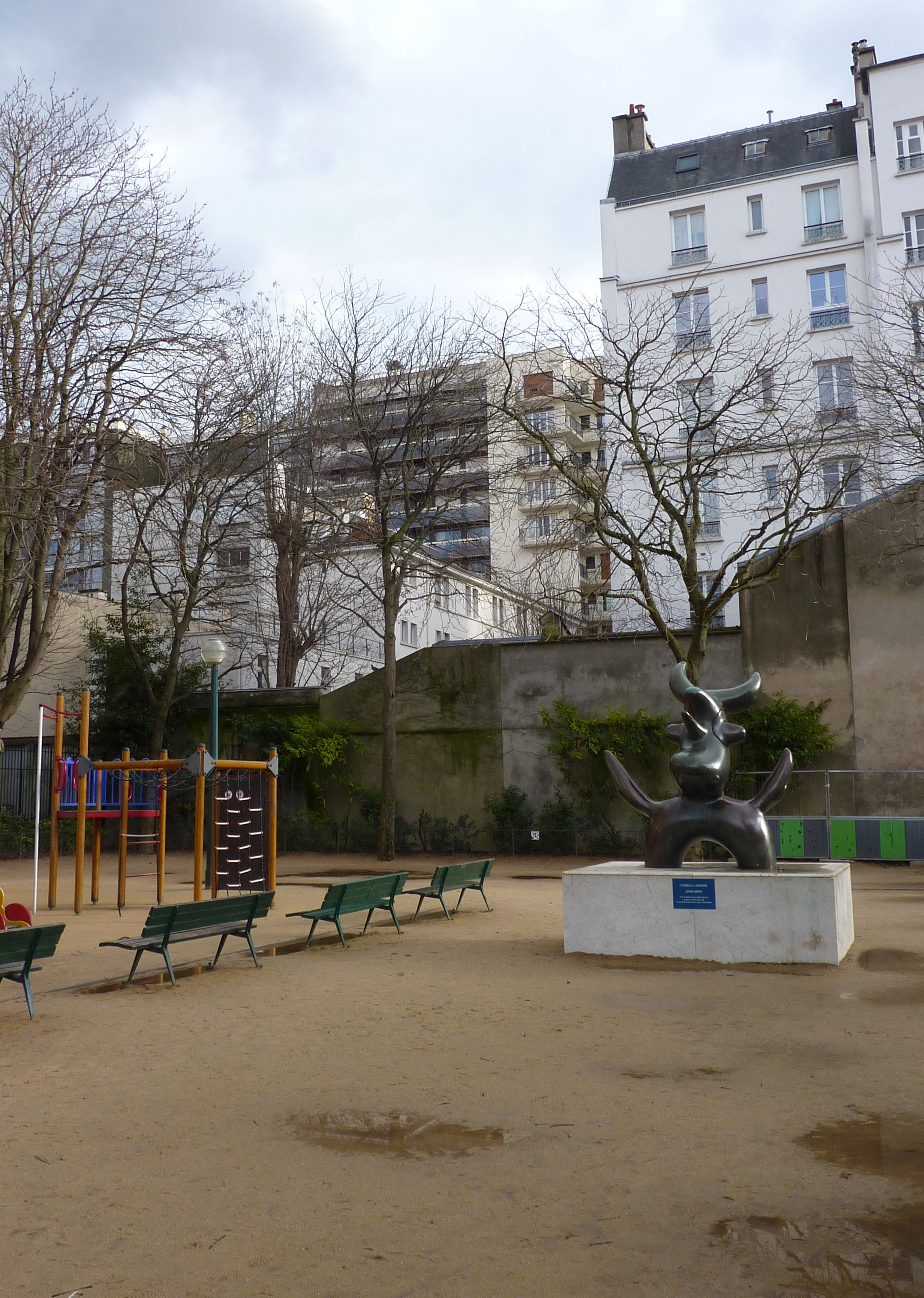
Square de l'Oiseau-Lunaire.